# Új Forrás (együttes)
Az Új Forrás zenekar bibliai világnézetet magáénak valló magyar keresztény együttes. Zenei stílusuk az úgynevezett etno-gospel. Dalaikat a zenekar alapítója és vezetője, Pálhegyi Dávid szerzi. Szövegeik isteni magasztalások, melyhez magyaros jellegű örömzenét hangszerelnek.

## Történet
Az Új Forrás együttes elődje Forrás néven 1988–89-ben alakult a két Pálhegyi: Dávid és Máté, valamint Szigeti Gábor közreműködésével. Az első dalok a kötelező sorkatonai szolgálatuk alatt íródtak. Ezek a dalok a laktanya sivárságában, a Biblia tanulmányozása mellett születtek, és egyfajta dicséretek. A leszerelést követően az együttes együtt maradt, és az evangélium hirdetését egyetemeken, kollégiumokban és ifjúsági táborokban végezte.
Első lemezüket végül 1990 őszén jelentették meg, Forrás címmel. Ekkor a hangszerelés még teljesen akusztikus volt. Akusztikus gitárral, csellóval, fuvolával és népi hegedűvel adták elő a különféle – leginkább a magyar népzene elemeit integráló – dalaikat.
1992-ben csatlakozott az együtteshez Horváth Bea, aki hegedűvel és énekkel segítette a zenekart. A következő album, a Száraz földből virág nyílik már az ő közreműködésével jött létre 1993-ban.
1995-ben az együttes tagjai egymástól független döntés alapján csatlakoztak a Hit Gyülekezetéhez. Ezután már a gödöllői helyi közösség tagjaiként működtek tovább.
1997-ben újabb tagokkal – Takács László (dob), Varga Péter (szintetizátor), Tóth Zoltán (szólógitár) – kiegészülve a zenekarnak kialakult az az összeállítása, amivel felvették az Új Forrás nevet. Még ebben az évben született meg a Négy szelek felől című albumuk. Ebben a felállásban készült el további 2 lemezük az Egy szó kiált (2003 Közreműködött:Takács Marcsi -vokál) és a Nem úgy lesz holnaptól (2006) című albumok.
Több tagcserét követően 2013- ban két új tagja lett a zenekarnak: Pálhegyi Nátán (dob) és Farkas Virág (ének, fuvola).

## A közösség
A zenekar tagjai jelenleg is a Hit Gyülekezetéhez tartoznak, mindannyian tevékenyen részt vesznek a gyülekezet munkájában.

## A zenekar tagjai
- Pálhegyi Dávid: ének, akusztikus gitár, népi hegedű, más népi hangszerek. A zene és a dalszövegek szerzője. A Zeneművészeti Főiskola hegedű tanszakán végzett, de zenei anyanyelvét a táncház mozgalomban szerezte a 80-as években. Okleveles teológus, fafaragó művész, hitoktató.
- Szigeti Gábor: ének, vokál, cselló, basszusgitár. A Zeneművészeti Főiskola cselló tanszakán végzett. Teológus, hitoktató, galéria tulajdonos.
- Farkas Virág: ének, vokál, fuvola A Szent István Zeneművészeti Szakközépiskola fuvola tanszakán végzett.
- Horváth Bea: hegedű, vokál. A Zeneművészeti Főiskola hegedű tanszakán végzett, hegedűtanár.
- Varga Péter: szintetizátor. Klasszikus zenei képzés mellett önszorgalomból a könnyűzenei billentyűs játékot is elsajátította. A Gödöllői Agrártudományi Egyetemen végzett.
- Tóth Zoltán: szólógitár. Gitár tanulmányait magán úton végezte.
- Pálhegyi Nátán: dob, ütős hangszerek
- Pálhegyi Ármin: szintetizátor.

## Albumok[3]
| Album címe                  | Megjelenés éve | Dalok |
| --------------------------- | -------------- | --- |
| Forrás                      | 1990           | 1. Várván Vártam az Urat 2. Örvendjetek 3. Áldd Lelkem Istened 4. Egy Szó Kiált 5. Jesua 6. Forrás 7. Mindnyájan Vétkeztek 8. A Tékozló Fiú 9. Merre Mész 10. Hajnal 11. Várván Vártam az Urat                                                              |
| Száraz földből virág nyílik | 1993           | 1. Jöjj Uram 2. 1. Zsoltár 3. Jézus Föltámadt 4. Kelj Föl, Világosodjál 5. Az Egekig Ér 6. Száraz Földből Virág Nyílik 7. Serkenj Föl Jeruzsálem 8. Csak Istenben Nyugoszik 9. Ő az Úr 10. Népemet Vígasztaljátok 11. Légy Bátor, Légy Erős 12. Hozd Vissza |
| Négy szelek felől           | 2001           | 1. Áradj Folyó 2. Lángok 3. Szerelmes Dal 4. Ne Félj 5. Soha Semmi 6. Kelj Föl én Kedvesem 7. Négy Szelek Felől 8. Veled én Már Meghaltam 9. Engesztelés 10. Gyere Haza 11. Áldás                                                                           |
| Egy szó kiált...            | 2003           | 1. Jesuah 2. Forrás 3. Mindnyájan Vétkeztek 4. Hazafelé 5. Serkenj Föl Jeruzsálem 6. Hajnal 7. Új Ének 8. Egy Szó Kiált 9. Egekig Ér 10. Kőszálam 11. Légy Bátor 12. Szöktetős 13. Álmodók                                                                  |
| Nem úgy lesz holnaptól...   | 2006           | 1. Nem Lesz Mindig Sötétség 2. A Mi Istenünk 3. A Felkent 4. A Szó 5. Eljön az Úr 6. Sok Millió Csillag 7. Úgy Szerette Isten 8. Kelj Föl és Járj 9. Nem Úgy Lesz Holnaptól 10. Helyettem 11. Toborzó                                                       |
| Csillagösvényeken           | 2015           | 1. Felkél Isten 2. Csillagösvényeken 3. Ha Szólsz Hozzám 4. Valaki Vár Terád 5. Hűsül a Nap 6. Szabadító 7. Várok Rád 8. Jobb Mindennél 9. Lakodalmas 10. Újat Cselekszem 11. Égő Csipkebokor 12. Kései Eső                                                 |
| Maradj Nálam                | 2022           | 1. Átmegyek 2. Szabadság Madara 3. Hozzád Emelem 4. A Megmentő 5. Fény Vesz Körül 6. Bízzál Örökké 7. Jerusalem 8. Kedvesem 9. Maradj Nálam 10. Te Énbennem 11. Hova Mennék 12. Új Világ 13. Zsoltár Hajnalban                                              |

## Díjak, elismerések

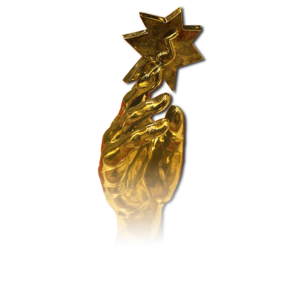
Szikra díj 2016

2016-ban Magyarország keresztény könnyűzenei díját, a Szikra-díjat két kategóriában is megkapta.
- Legjobb album: Új Forrás Etno-Gospel - Csillagösvényeken
- Közönségdíj: Új Forrás Etno-Gospel